# Ясенски облик
Ясенски облик е пещера в Северна България.
Намира се близо до град Ябланица. Дълбока е 108 метра.